# Eschenhäuser Beeke
Die Eschenhäuser Beeke ist ein etwa 2,5 km langer Bach im niedersächsischen Landkreis Diepholz. Der rechte Nebenfluss der Nienstedter Beeke gehört zum Flusssystem der Weser und fließt ausschließlich auf dem Gebiet der Stadt Bassum. 
Die Eschenhäuser Beeke hat ihre Quelle in Osterbinde, fließt in südlicher Richtung durch Eschenhausen und mündet westlich von Eschenhausen in die Nienstedter Beeke.